# سیارک ۱۲۰۳۷۵
سیارک ۱۲۰۳۷۵ (به انگلیسی: 120375 Kugel، نامگذاری:2005PB6) صد و بیست هزار و سیصد و هفتاد و پنجمین سیارک کشف شده‌است که در ۱۰ اوت ۲۰۰۵ کشف شد.